# Gwen Walz
Gwen Walz, född Whipple den 15 juni 1966 i Glencoe i Minnesota i USA, är en amerikansk lärare och Minnesotas första dam.
Walz har arbetat som engelsklärare i mer än tjugo år och har sedan 2019 kontor i 
kongressbyggnaden i Saint Paul. Hon leder en arbetsgrupp som utarbetar policyer och riktlinjer för utbildning, straff- och vapenlagstiftning.
Walz är gift med Minnesotas guvernör Tim Walz och paret har två barn.  
I augusti 2024 utsågs Tim Walz till 
Demokratiska partiets vicepresidentkandidat inför USA:s presidentval i november 2024. Om demokraternas presidentkandidat Kamala Harris hade vunnit valet skulle Gwen Walz ha blivit USA:s andra dam.